# Staphylininae
Staphylininae es una subfamilia de escarabajos estafilínidos (Staphylinidae). Sus aproximadamente 294 géneros y 6665 especies se distribuyen por todo el mundo (excepto la Antártida).

## Enlaces externos

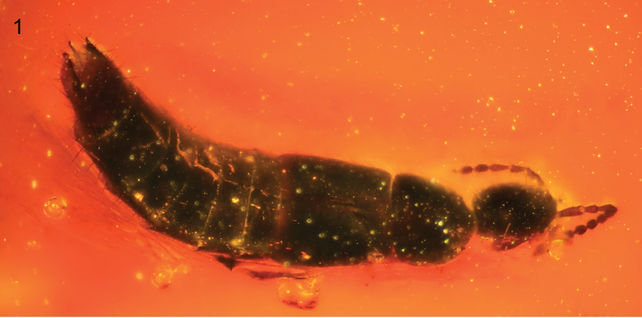
Diochus electrus en ámbar báltico